# Кавасаки (судно)
Кавасаки — небольшое японское плоскодонное промыслово-рыболовецкое судно.
Как правило, экипаж кавасаки не превышал 13 человек. Судно располагало одной съёмной мачтой на корме с прямым парусом, который изготавливался из тонкой циновки площадью около 32 м². Полная длина судна составляла около 13 метров, ширина — 3 метра, высота борта — 0,7 метра.
Кроме этого, в дальневосточных регионах Российской Федерации название «кавасаки» употребляется по отношению к деревянным парусно-моторным лодкам с малой осадкой, которые применяются в морском прибрежном промысле. Архитектура такого плавсредства подразумевала плоскую корму, поднятый нос и борта с развалом. Длина таких лодок обычно около 12—15 метров, ширина не превышает 3,0 метров, высота борта — 1 метр, осадка — 0,6 метра, а грузоподъёмность — 10 тонн.